# Dolichurus shirozui
Dolichurus shirozui är en  stekelart som beskrevs av Kazuhiko Tsuneki 1967. Dolichurus shirozui ingår i släktet Dolichurus och familjen Ampulicidae. Inga underarter finns listade i Catalogue of Life.